# Aizdumbles purvs
Aizdumbles purvs este o arie protejată (arie specială de conservare — SAC, sit de importanță comunitară — SCI, arie de protecție specială avifaunistică — SPA) din Letonia întinsă pe o suprafață de 375,87 ha, integral pe uscat.

## Localizare
Centrul sitului Aizdumbles purvs este situat la coordonatele 56°09′27″N 25°34′20″E / 56.1574°N 25.5721°E.

## Înființare
Situl Aizdumbles purvs a fost declarat arie de protecție specială avifaunistică în iunie 2002 pentru a proteja 2 specii de plante și 15 specii de animale. Alte tipuri de protecție:
- sit de importanță comunitară (în mai 2004)
- arie specială de conservare (în mai 2004)[1][3][4]

## Biodiversitate
Situată în ecoregiunea boreală, aria protejată conține 7 habitate naturale: Lacuri eutrofice naturale cu vegetație de tip Magnopotamion sau Hydrocharition, Lacuri și iazuri distrofice naturale, Turbării active, Mlaștini turboase de tranziție și turbării mișcătoare, Depresiuni pe substraturi de turbă de Rhynchosporion, Mlaștini alcaline, Mlaștini împădurite.
La baza desemnării sitului se află mai multe specii protejate:
- plante (2): Hamatocaulis vernicosus, moșișoare (Liparis loeselii)
- păsări (13): gâscă de semănătură (Anser fabalis), cocoșul de mesteacăn (Bonasa bonasia), buhai de baltă (Botaurus stellaris), caprimulg (Caprimulgus europaeus), chirighiță neagră (Chlidonias niger), barză neagră (Ciconia nigra), erete de stuf (Circus aeruginosus), erete cenușiu (Circus pygargus), ciocănitoare cu spate alb (Dendrocopos leucotos), cocor (Grus grus), codalb (Haliaeetus albicilla), vultur pescar (Pandion haliaetus), cocoșul de mesteacăn (Tetrao tetrix tetrix)
- mamifere (1): vidră de râu (Lutra lutra)
- nevertebrate (1): Vertigo geyeri

Pe lângă speciile protejate, pe teritoriul sitului au mai fost identificate 18 specii de plante, 1 specie de mamifere, 2 specii de nevertebrate.